# 欧洲质量管理基金会

欧洲质量管理基金会（EFQM）是位于比利时布鲁塞尔的非营利成员基金会，成立于1989年，旨在提高欧洲经济的竞争力。欧洲质量管理基金会（EFQM）形成的初始动力是对威廉·愛德華茲·戴明（William Edwards Deming）全面质量管理概念的响应。EFQM（欧洲质量管理基金会）現時共有67名成员。

## 成立背景
十四位歐洲商業領袖於1988年10月簽署了欧洲质量管理基金会（EFQM）成立意向書，包括：
| 商業機構                  | 企業性質                                                   |
| ------------------------- | ---------------------------------------------------------- |
| 罗伯特·博世公司           | 汽车零件与系统、家用電器、电子消费品、工业与建筑工程设备等 |
| 英國電信                  | 英國電信設施硬體營運者                                     |
| 布爾電腦                  | 法國電腦硬體製造公司                                       |
| 诺华公司（原名汽巴-嘉基） | 製藥及生物技術                                             |
| 達梭航太                  | 軍用及民用飛機                                             |
| 伊莱克斯                  | 瑞典厨房设备、清洁洗涤设备及户外电器制造商                 |
| 菲亚特集团                | 汽車                                                       |
| 荷蘭皇家航空              | 航空公司                                                   |
| 雀巢                      | 瑞士食品和饮料公司                                         |
| 好利獲得                  | 意大利商業器材和電腦系統                                   |
| 飛利浦                    | 消费电子产品，医疗保健和照明系统                           |
| 雷诺                      | 法國車輛製造商                                             |
| 苏尔寿公司                | 工業工程技術                                               |
| 大众汽车                  | 德國車輛製造商                                             |

## 主要活動
欧洲质量管理基金会（EFQM）于1992年推出卓越模型，第一个版本是由来自不同部门和学术机构的专家组成的。EFQM 通過卓越模型的框架為成員機構提供人際网络，培訓和質量奖項評選，例如欧洲质量奖。